# 訃報 1990年2月
訃報 1990年2月（ふほう 1990ねん2がつ）では、1990年（平成2年）2月中に物故した、又は物故が報じられた人物についてまとめる。

## （1日 - 14日）

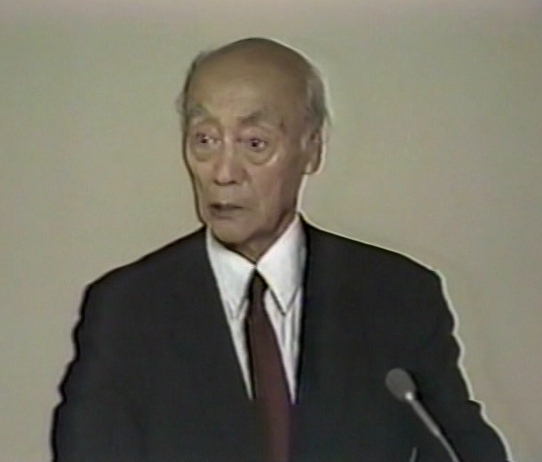
赤尾敏 / 2月6日没

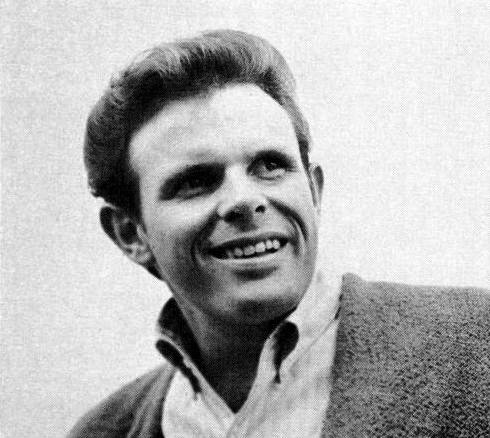
デル・シャノン / 2月8日没

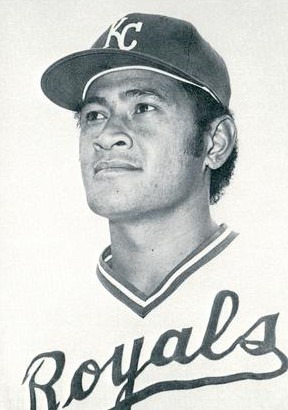
トニー・ソレイタ / 2月10日没

- 2月1日 - ハル・アンブロ、アニメーター（* 1913年）
- 2月2日 - 龍興山一人、力士（* 1967年）
- 2月6日 - 赤尾敏、大日本愛国党初代総裁（* 1899年）
- 2月8日 - ジョルジュ・デ・メストラル、面ファスナーを発明した電子工学者（* 1907年）
- 2月8日 - デル・シャノン、シンガーソングライター（* 1934年）
- 2月10日 - トニー・ソレイタ、元プロ野球選手【日本ハムファイターズ】、元メジャーリーガー（* 1947年）
- 2月11日 - 黒木雪夫、芸人、すっとんトリオメンバー、レツゴー三匹元メンバー（* 1940年）
- 2月13日 - 原忠實、元鳥栖市長（* 1913年）

## （15日 - 28日）

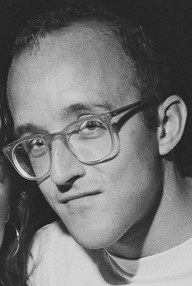
キース・ヘリング / 2月16日没

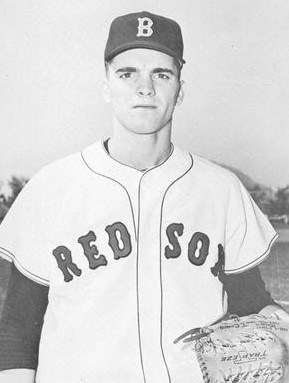
トニー・コニグリアロ / 2月24日没

- 2月15日 - 山本慈昭、中国残留日本人孤児調査の「生みの親」（* 1902年）
- 2月15日 - ノーマン・パーキンソン、写真家（* 1913年）
- 2月15日 - カイズ・ビーチ、アメリカのピュリツァー賞受賞記者（* 1914年）
- 2月15日 - 細郷道一、元横浜市長（* 1915年）
- 2月16日 - 藤村弘毅、元水産庁次長、北部太平洋まき網漁業共同組合会長（* 1918年）
- 2月16日 - 岡本忠成、アニメーション作家（* 1932年）
- 2月16日 - キース・ヘリング、アメリカの画家（* 1958年）
- 2月17日 - 広沢瓢右衛門、浪曲師（* 1898年）
- 2月22日 - 会田綱雄、詩人（* 1914年）
- 2月24日 - トニー・コニグリアロ、元ボストン・レッドソックス所属のメジャーリーガー（* 1945年）